# Rhamphomyia albogeniculata
Rhamphomyia albogeniculata är en tvåvingeart som beskrevs av Roser 1840. Rhamphomyia albogeniculata ingår i släktet Rhamphomyia och familjen dansflugor. Inga underarter finns listade i Catalogue of Life.